# IR-Klasse HG
Die Baureihe HG war eine breitspurige Schlepptender-Dampflokomotive für schwere Güterzüge auf den Bahnen in Britisch-Indien, die ab 1906 gebaut wurde. Sie gehört zu den BESA-Lokomotiven, die vom British Engineering Standards Committee, später British Engineering Standards Association (BESA) genannt, entwickelt wurden. Das Kürzel HG steht für Heavy Goods (Locomotive). Die Heißdampfvarianten wurden als HGS und HGC bezeichnet.

## Geschichte

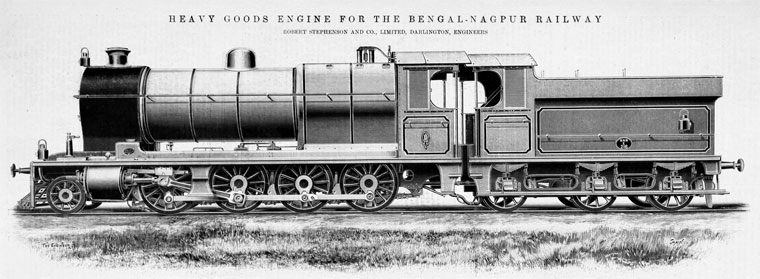
1’D-Lokomotive der Bengal Nagpur Railway (BNR), die als Vorbild für die Variante B der BESA-Baureihe HG diente.

Das 1901 gegründete British Engineering Standards Committee standardisierte die in Britisch-Indien zu verwendenden Lokomotivbaureihen, damit eine rationellere Fertigung ermöglicht werde. Er beschrieb in der zweiten Ausgabe der Norm von 1907 die Baureihe HG, die für den schweren Güterverkehr vorgesehen war. Wie die Baureihen AP und HP wurde die HG mit drei verschiedenen großen Schlepptendern angeboten, der kleine fasste 3000 Gallonen Wasser, der mittlere 4000 und der große 4500. Zusätzlich gab es zwei verschiedene Varianten: die Variante A mit einem Kuppelradsatzdurchmesser von 5 ft 1 1⁄2 (1562 mm), die vom indischen Eisenbahnministerium vorgeschlagen wurde, und die Variante B mit einem Kuppelradsatzdurchmesser von 4 ft 8 1⁄2 in (1435 mm), ähnlich zu Lokomotiven, die bereits bei verschiedenen Bahnen im Einsatz standen. Variante B hatte gegenüber der Variante A auch einen von 17 ft (5180 mm) auf 16 ft (4880 mm) verkürzten Kuppelradstand. Sie entsprach in den Grundzügen den von Robert Stephenson & Co. 1903 an die Bengal Nagpur Railway gelieferten Maschinen. Die Variante A wurde nie gebaut und im 1910 erschienenen dritten BESA-Bericht fallen gelassen.
Ab 1912 wurde die Baureihe HGS mit Rauchrohrüberhitzer System Schmidt gebaut – das S steht für superheated ‚überhitzt‘. Die Baureihe HGC wurde den HG-Lokomotiven zugeteilt, die mit Überhitzer nachgerüstet wurden, wobei das C für converted ‚umgebaut‘ steht. Die Baureihenbezeichnungen werden manchmal auch als HG/S und HG/C angegeben.
Die Lokomotiven wurden ab 1904 an fast alle Bahnen in Britisch-Indien geliefert, trugen aber nur bei der von den Indian States Railways (ISR) betriebenen Bahnen die Bauartbezeichnung HG. Sie wurden von fast alle namhaften britischen Lokomotivfabriken gebaut, wie zum Beispiel Vulcan Foundry, Robert Stephenson & Co. und North British Locomotive Company, nach dem Ersten Weltkrieg bauten auch die Baldwin Locomotive Works in den Vereinigten Staaten HG-Lokomotiven.
Nach der Teilung von Indien und Pakistan nach dem Zweiten Weltkrieg verbleiben 133 Lokomotiven der North Western Railway (NWR) in Pakistan. Beide Staaten setzten die Lokomotiven bis in die 1980er-Jahre ein. Von den HG Lokomotiven waren zu dieser Zeit die meisten zu HGC umgebaut worden.
Zwei Lokomotiven sind erhalten geblieben:
- HGS 26761 der Indian Railways im Rail Museum in Kalkutta[5]
- HGC 1598 der Indian Railways im National Rail Museum of India in Neu-Delhi.[6]

schwerere Variante A
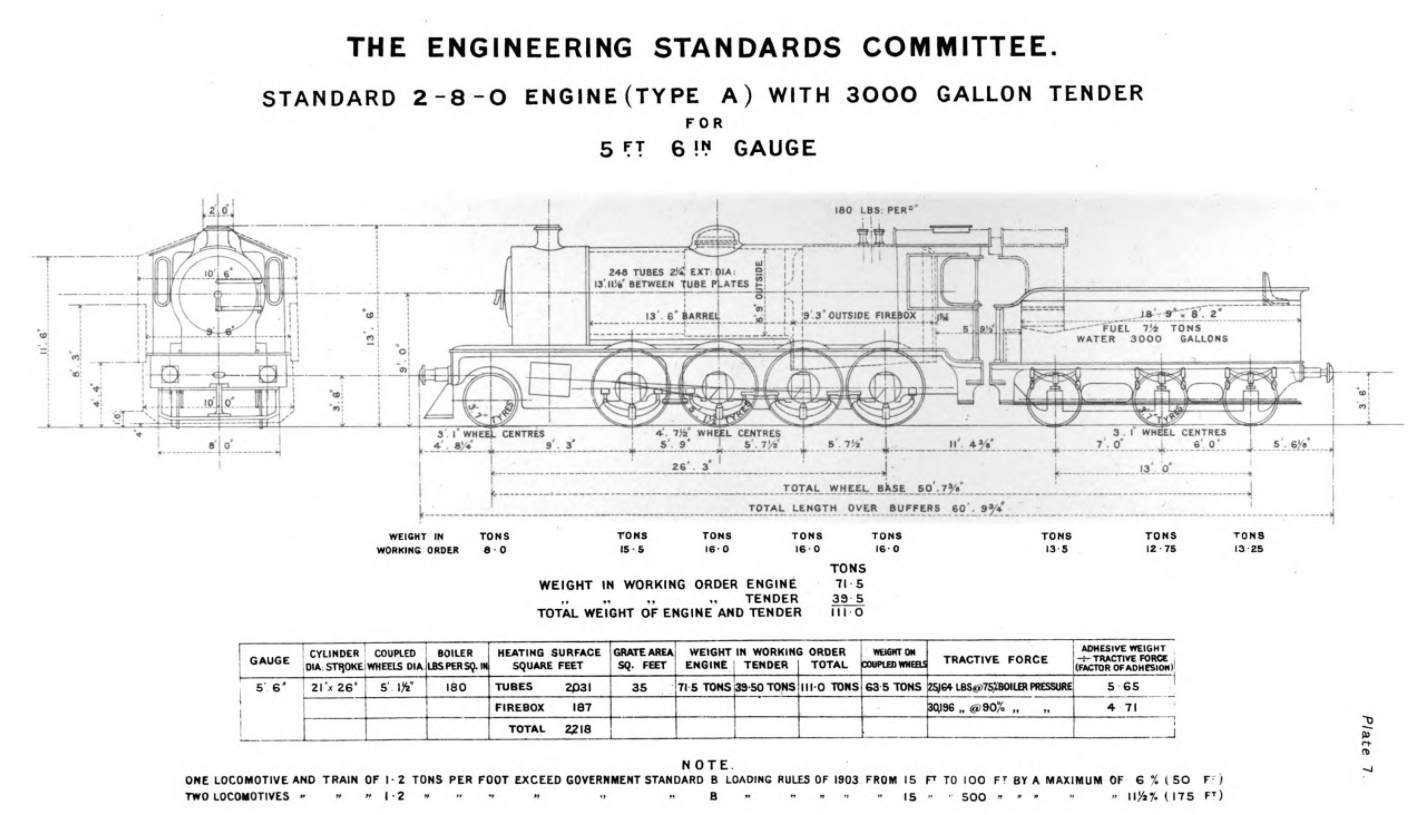
mit 3000 Gallonen-Steifrahmentender
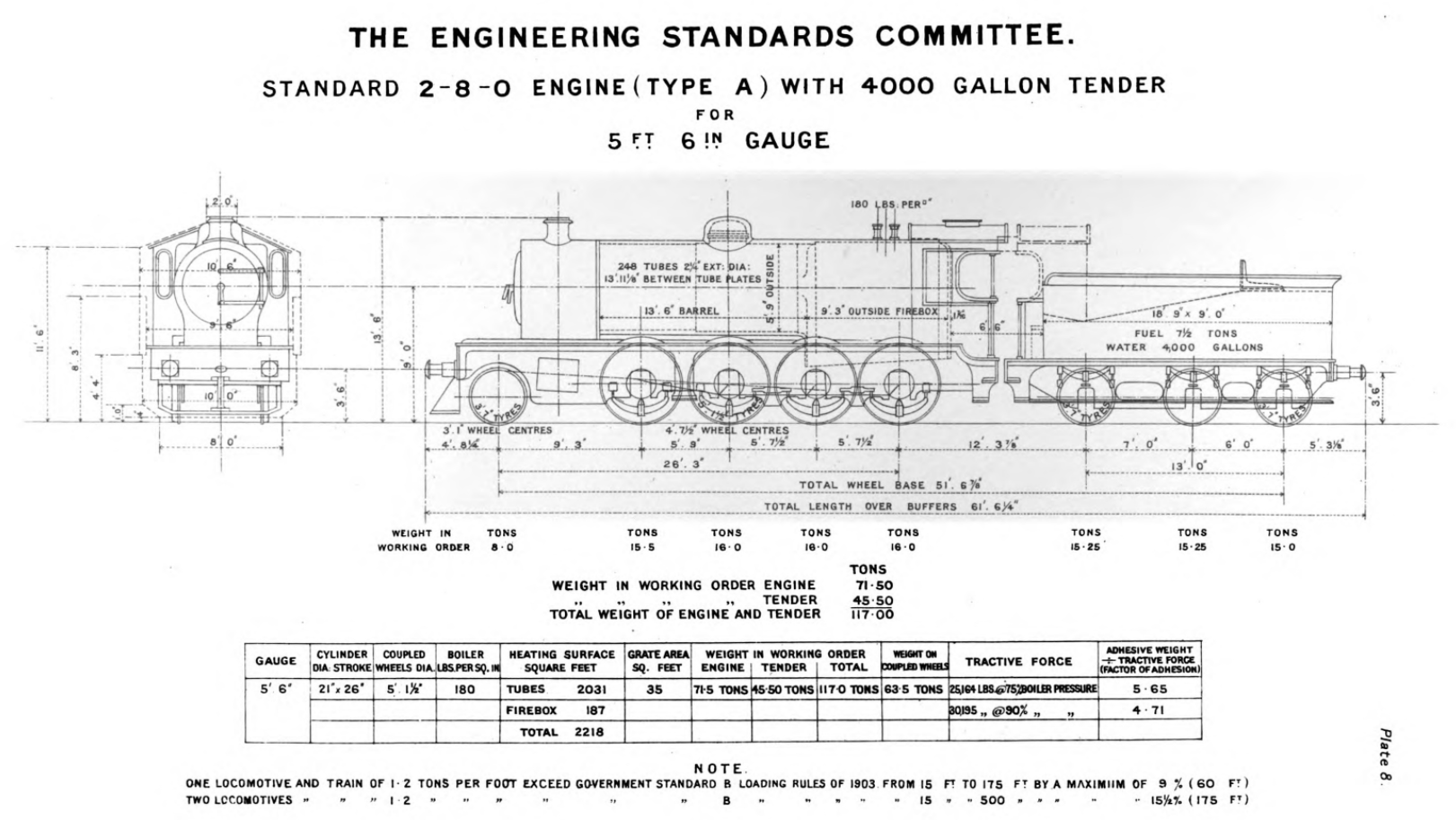
mit 4000 Gallonen-Steifrahmentender
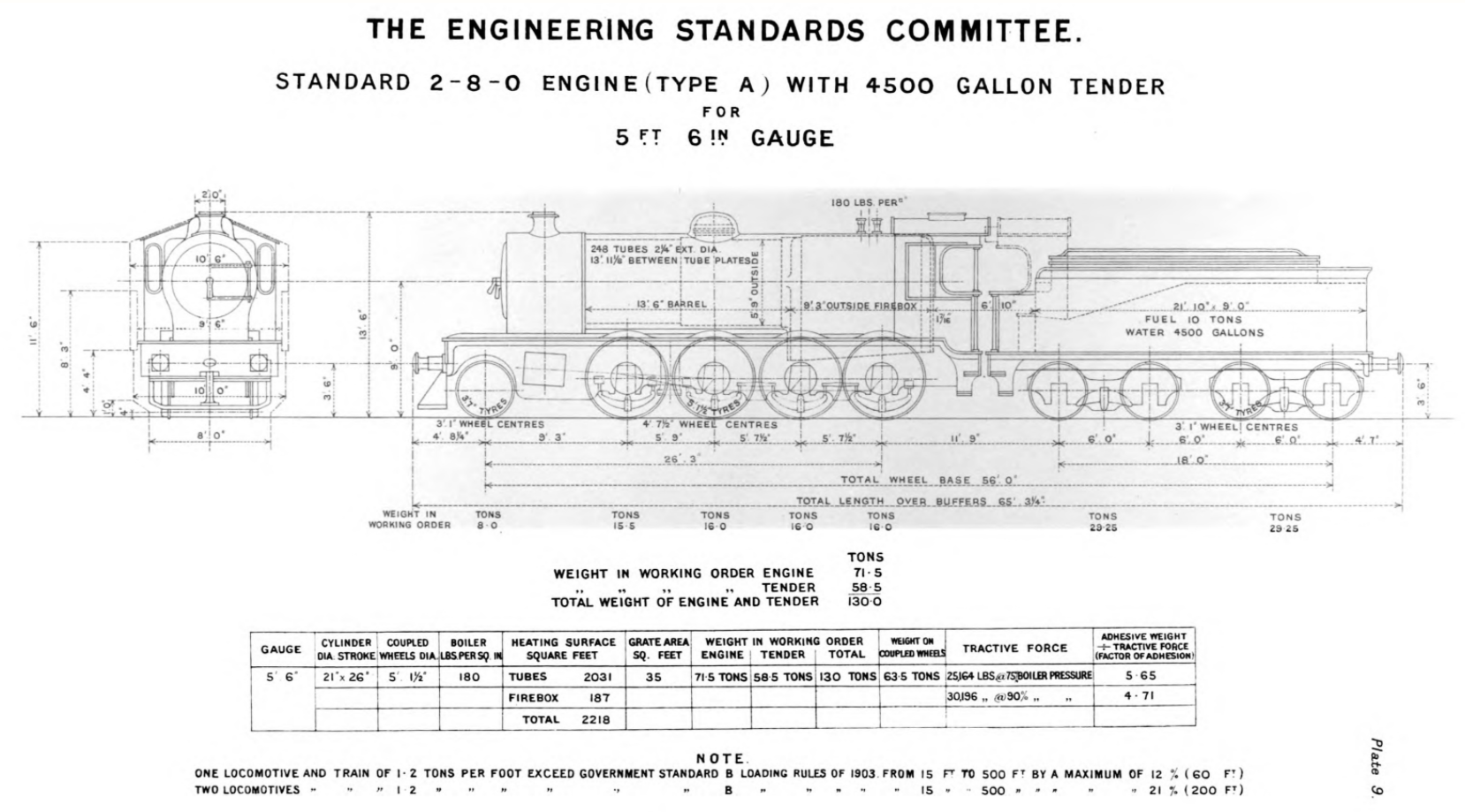
mit 4500 Gallonen-Drehgestelltender

leichtere Variante B
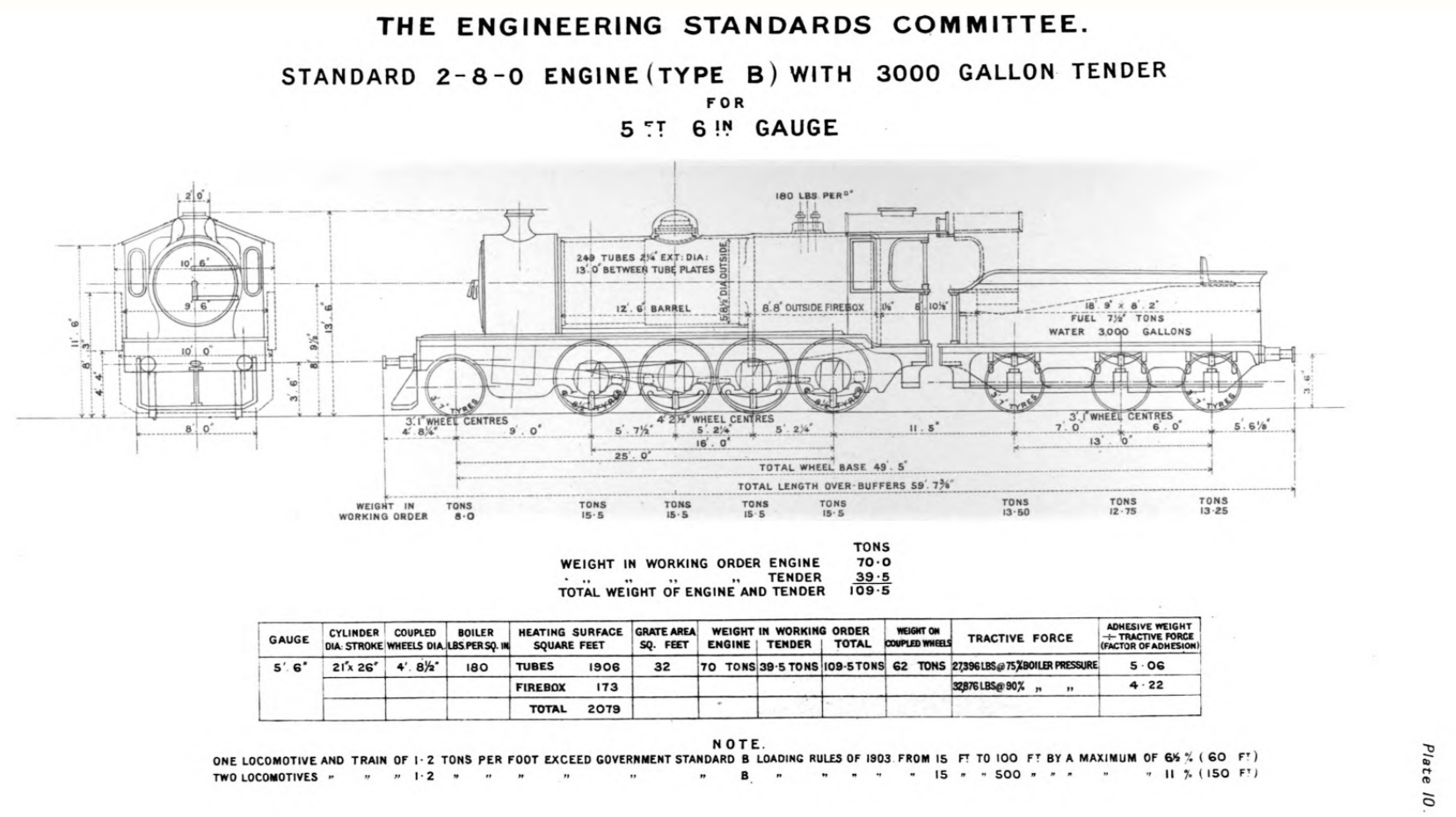
mit 3000 Gallonen-Steifrahmentender
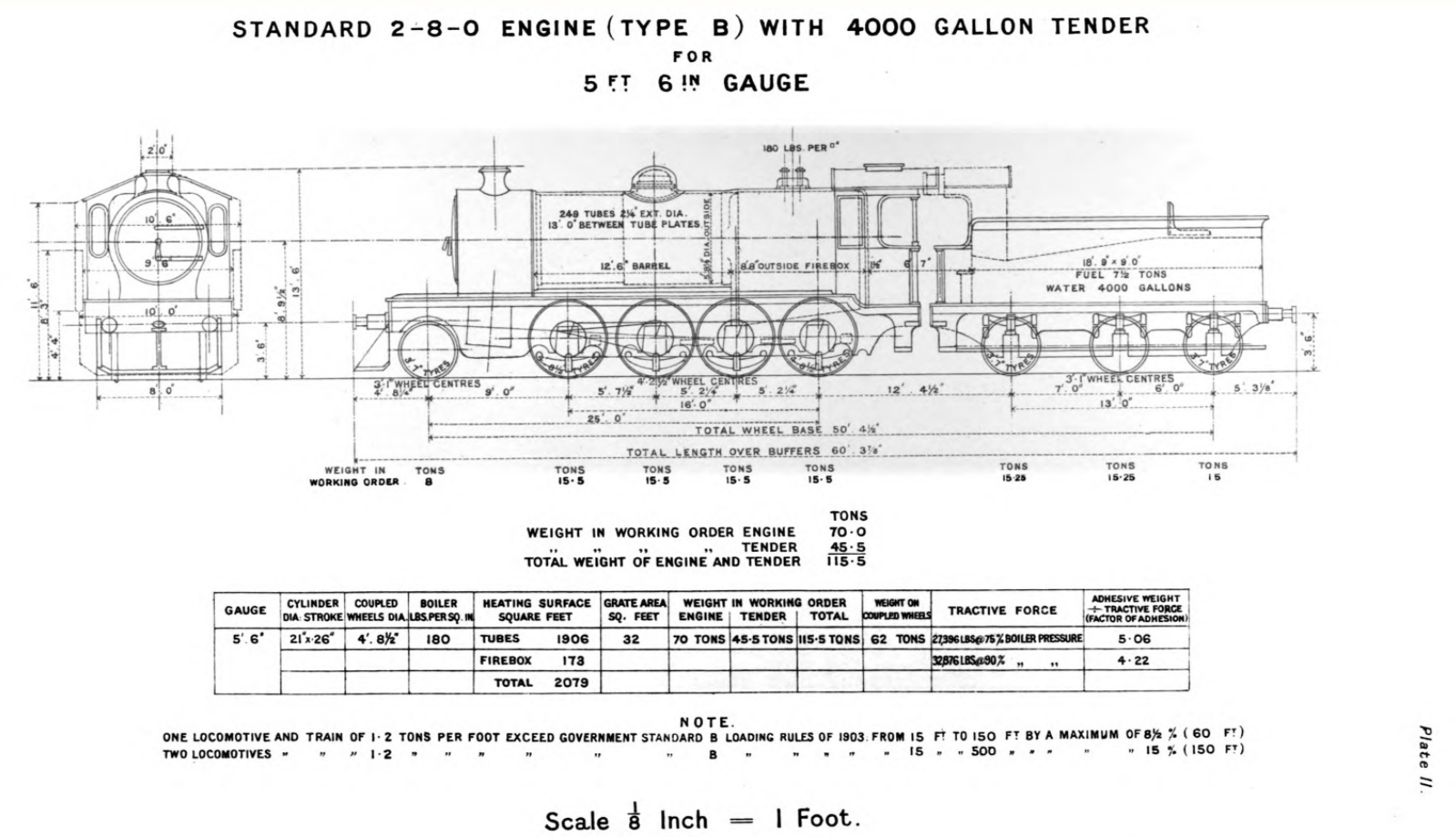
mit 4000 Gallonen-Steifrahmentender
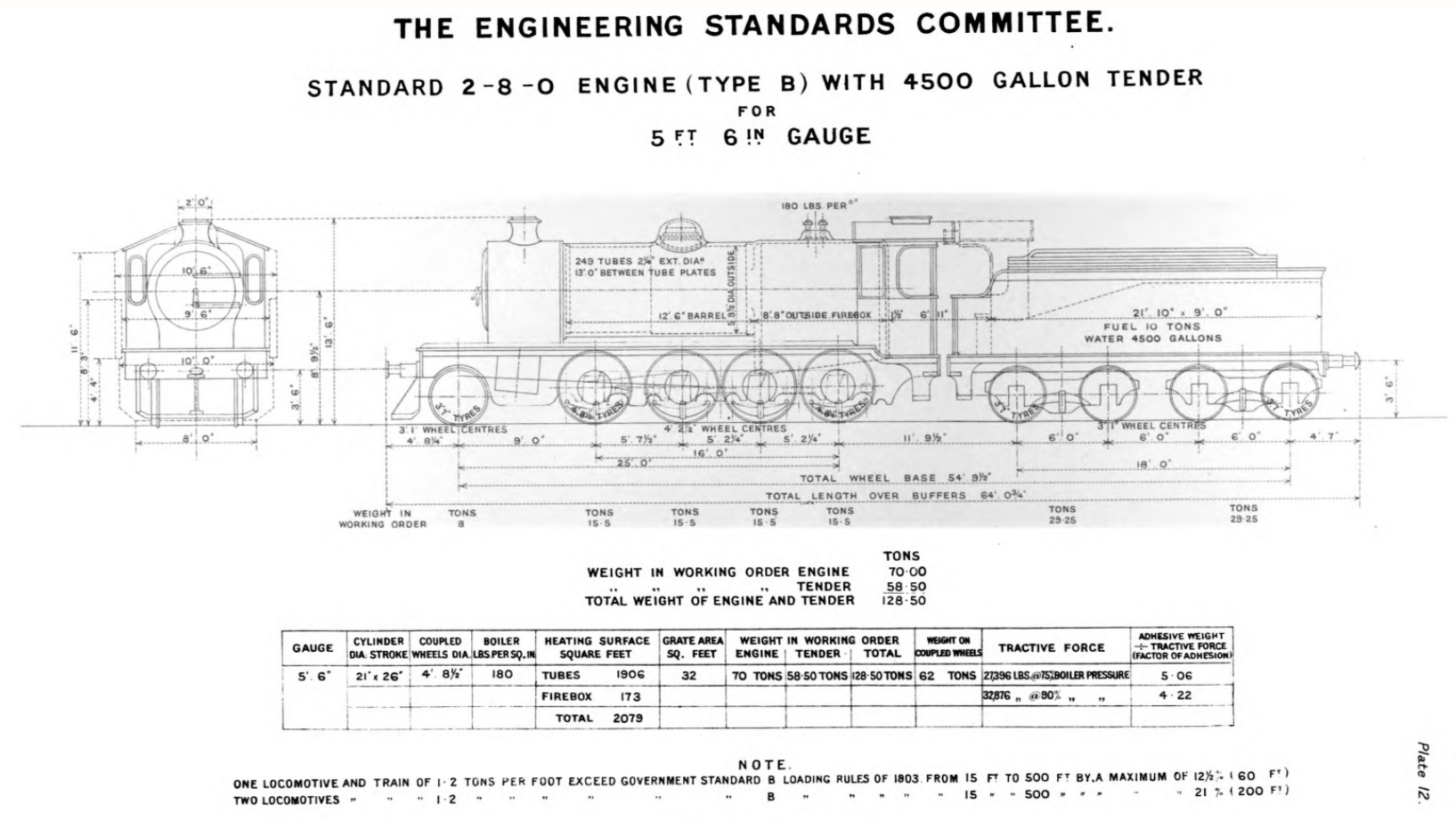
mit 4500 Gallonen-Drehgestelltender

## Technik
Die Lokomotive war als Zweizylinder-Nassdampfmaschine mit Belpaire-Stehkessel ausgeführt. Der Rost war zwischen den Kuppelradsätzen angeordnet. Die außen angeordneten Zylinder treiben die zweite Achse an. Das Triebwerk hatte eine innen liegende Heusinger-Steuerung mit Flachschieber bei den Naßdampfvarianten, bei den Heißdampfvarianten wurden Kolbenschieber eingesetzt. Das Umlaufblech war tief angeordnet, sodass bei der A-Variante über den Kuppelradsätzen Radschutzkästen angeordnet werden mussten, die B-Variante hatte keine. Wie bei den Lokomotiven der Baureihe AP und HP ist die Linie des Führerstandbodens in einem Bogen auf die Höhe des Umlaufblechs hochgezogen. Der Führerstand war vollständig geschlossen, wobei die Führerhausrückwand durch den Schlepptender gebildet wurde. An der vorderen Pufferbohle war ein kleiner Kuhfänger angebracht. Die dreiachsigen Steifrahmentender waren mit Trittbrettern und Haltestangen entlang den Seitenwänden versehen, was dem Fahrpersonal ermöglichte, während der Fahrt von der Lokomotive aus den Zug zu erreichen.